# Skol Ober

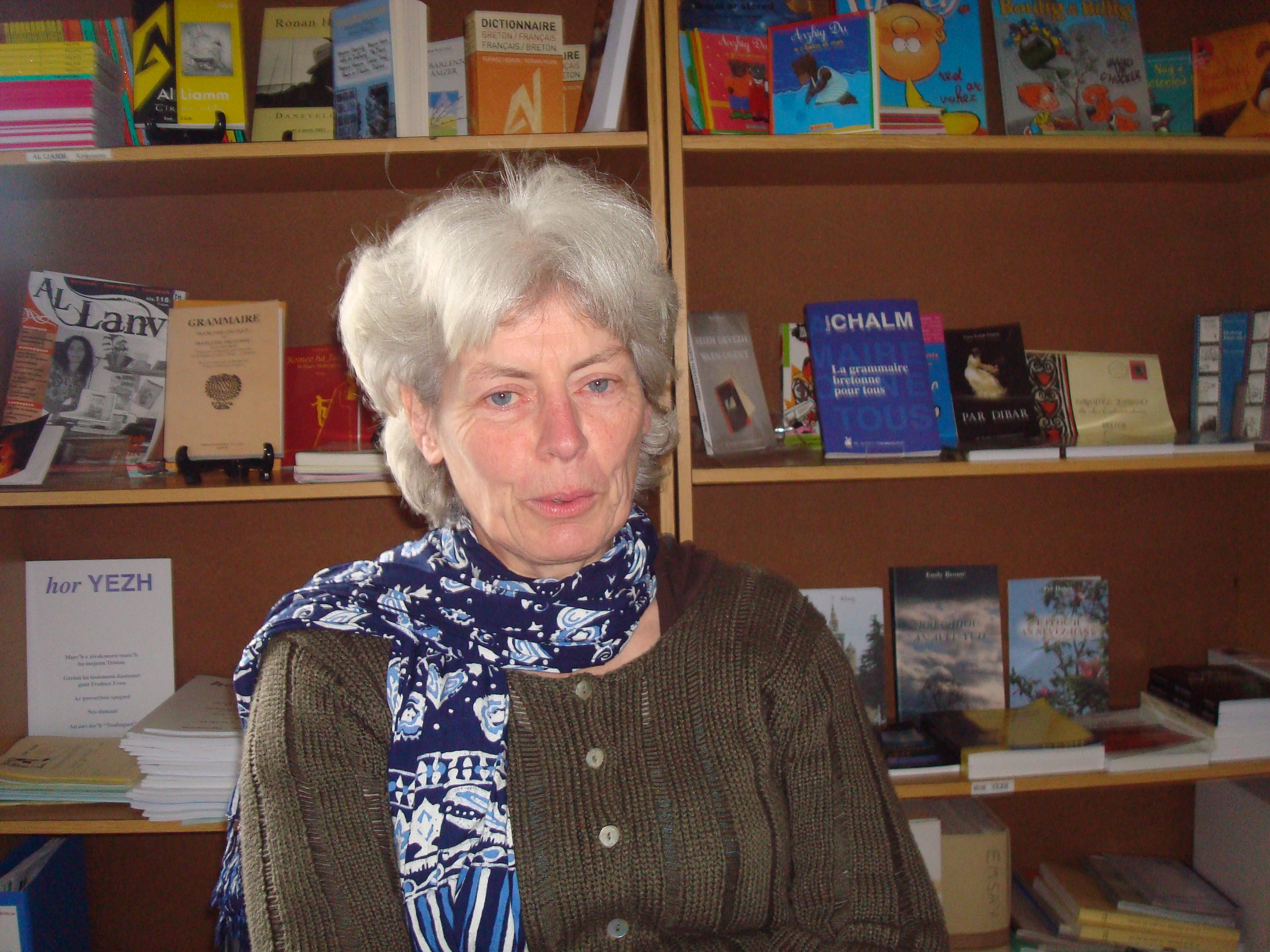
Riwanon Kervella, actual cap de Skol Ober

Skol Ober és un curs de bretó per correspondència creat el 1932 a Douarnenez per Marc'harid Gourlaouen (1902-1987), qui la va dirigir durant més de 40 anys. A la seva mort en van prendre la direcció primer Vefa de Bellaing i després Riwanon Kervella. la seva finalitat és l'aprenentatge del bretó per als no bretonòfons i el seu perfeccionament als que ja el parlen. Els deures són corregits mitjançant voluntaris.
Des de 1958 forma part de l'associació Kuzul ar Brezhoneg, que aplega les principals associacions de promoció del bretó i fomenta l'ortografia del bretó coneguda com a peurunvan (unificada).